# Alexandra Rebenok
Alexandra Rebenok (Moscou, 6 mai 1980) est une actrice et présentatrice de télévision russe.